# Ernst von Leyser
Ernst Ulrich Hans von Leyser (conocido como Ernst von Leyser) fue un general de infantería alemán durante la Segunda Guerra Mundial que comandó diversos Cuerpos de Ejército y recibió la condecoración de la Cruz de Caballero de la Cruz de Hierro del Ejército. La Cruz de Caballero era el premio más alto de la Alemania Nazi por la valentía militar y reconocía la valentía extrema en el campo de batalla o el liderazgo militar exitoso. Después de la guerra, en 1947, von Leyser fue juzgado por crímenes de guerra cometidos en los Balcanes y condenado a diez años de prisión durante el Juicio de los Rehenes, pero fue indultado y puesto en libertad en 1951.

## Carrera militar

### Primeros años, Primera Guerra Mundial y período de entreguerras
Ernst von Leyser nació en 1889 en Steglitz, un distrito de la ciudad-estado de Berlín. Entró en el servicio militar al unirse a la Kaiserliche Armee el 24 de marzo de 1909, a la edad de 20 con el rango de Teniente. Fue asignado inicialmente al 5.º Regimiento de Guardia de Infantería pero al estallar la Primera Guerra Mundial en 1914 fue trasladado al 1.º Regimiento de Reserva de la Guardia. Se desempeñó en diversos cargos en su regimiento y, finalmente, alcanzó el rango de Hauptmann durante el verano de 1918, pocos meses antes del final de la guerra.
Después de la capitulación del Imperio alemán y la reducción drástica del Ejército Alemán (renombrado a Reichswehr) permaneció en el servicio militar en el 115.º Regimiento de Infantería hasta el 31 de diciembre de 1920, cuando fue trasladado a la Polizei. Allí, él fue promovido al cargo de Comandante en 1922. Tras el ascenso de Adolf Hitler al poder en 1933, las Fuerzas Armadas de la Alemania Nazi (la Wehrmacht) iniciaron un rearme masivo, ignorando el tratado de Versalles. Posteriormente, von Leyser fue llamado de nuevo a la Wehrmacht el 15 de marzo de 1935 y fue ascendido a Teniente Coronel. Luego pasó a comandar el 77.º Regimiento de Infantería y la Panzerabwehr-Abteilung 2 (2.º Batallón Antitanque) en su ciudad natal. Alcanzó el grado de Coronel en 1937 y fue nombrado comandante de la Panzerabwehrtruppe XIV en Magdeburgo. Poco antes de la invasión alemana de Polonia de 1939, fue comandante de la Infanterie-Ersatz-Regiment 6 (6.º Regimiento de Infantería de Reserva).

### Segunda Guerra Mundial
Von Leyser no participó en la invasión de Polonia, ya que él mandaba una formación de reserva. Tras el resultado favorable de la campaña, fue trasladado al 169.º Regimiento de Infantería, con el que participó en la invasión de Francia. El 1 de febrero de 1941, fue ascendido a general mayor y, dos meses más tarde, fue nombrado comandante de la 269.ª División de Infantería. Como parte del Grupo de Ejércitos Norte, la división luchó en el norte de la Unión Soviética después de la puesta en marcha de la Operación Barbarroja. El 18 de septiembre de 1941, fue galardonado con la famosa Cruz de Caballero de la Cruz de Hierro y fue ascendido a teniente general el 1 de octubre de 1942 y, al mismo tiempo, estuvo al mando de la XXVI Armeekorps en Leningrado.

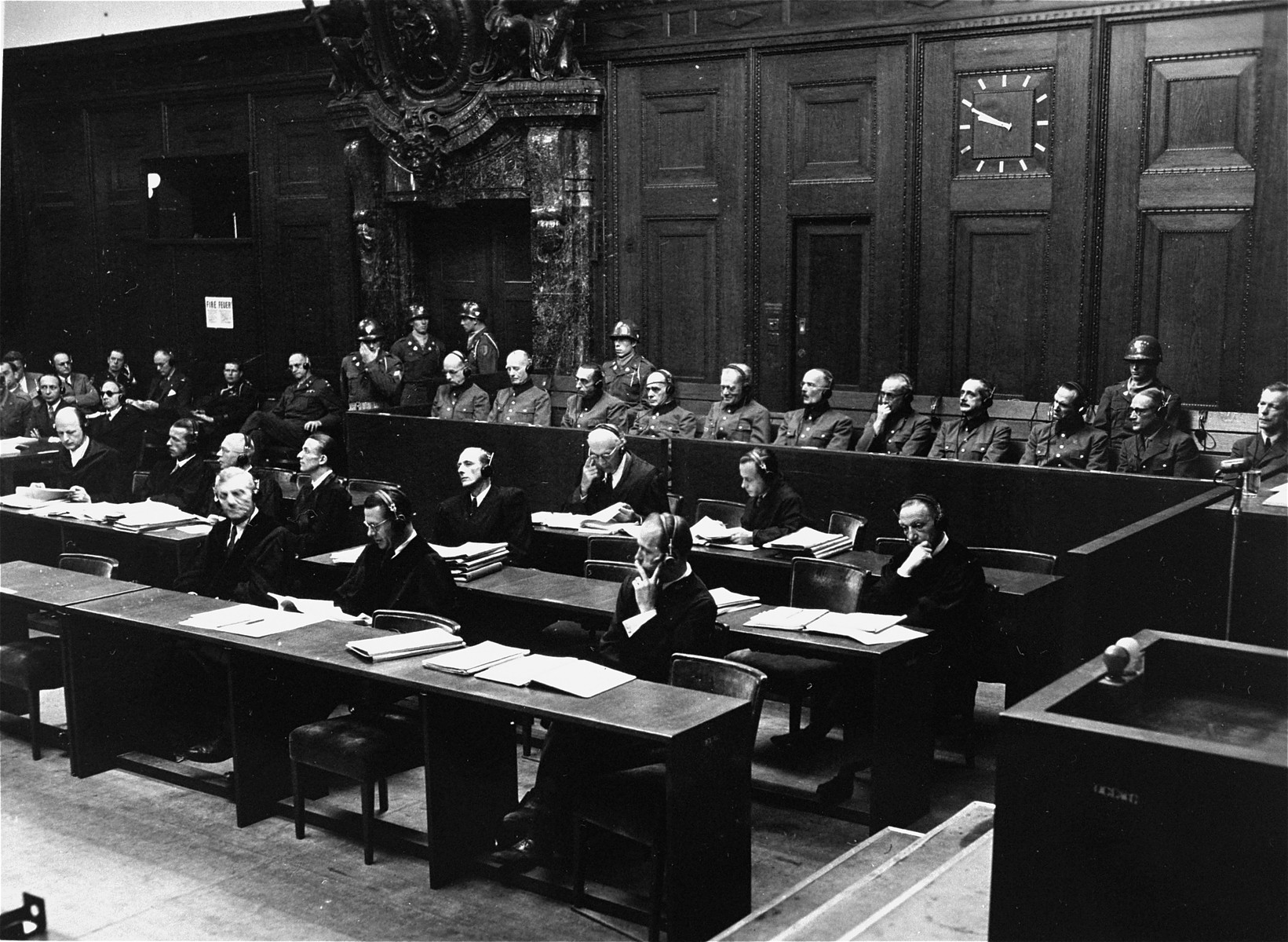
Ernst von Leyser (cuarto desde la derecha) durante el Juicio de los Rehenes.

El 1 de diciembre de 1942, von Leyser recibió su ascenso final a general de infantería y el mando total de la XXVI Armeekorps. Casi un año más tarde, fue asignado para dirigir el XV Gebirgs-Armeekorps, que luchaba contra los partisanos yugoslavos en Croacia. El 20 de julio de 1944 (casualmente, el día del atentado fallido contra Adolf Hitler), él fue remplazado por el General der Panzertruppe Gustav Fehn, y pasó a ser comandante de la XXI Gebirgs-Armeekorps en los Balcanes.
El 29 de abril de 1945, pocos días antes de la rendición incondicional de Alemania a los Aliados, fue relevado de su mando y fue capturado por las fuerzas de Estados Unidos, el 8 de mayo, el día de la rendición incondicional de las fuerzas alemanas a los Aliados occidentales. Él demostró tener algo de suerte, ya que tanto Fehn como su sucesor, el teniente general Hartwig von Ludwiger, fueron ejecutados por los yugoslavos.

## Juicio, encarcelamiento y vida posterior

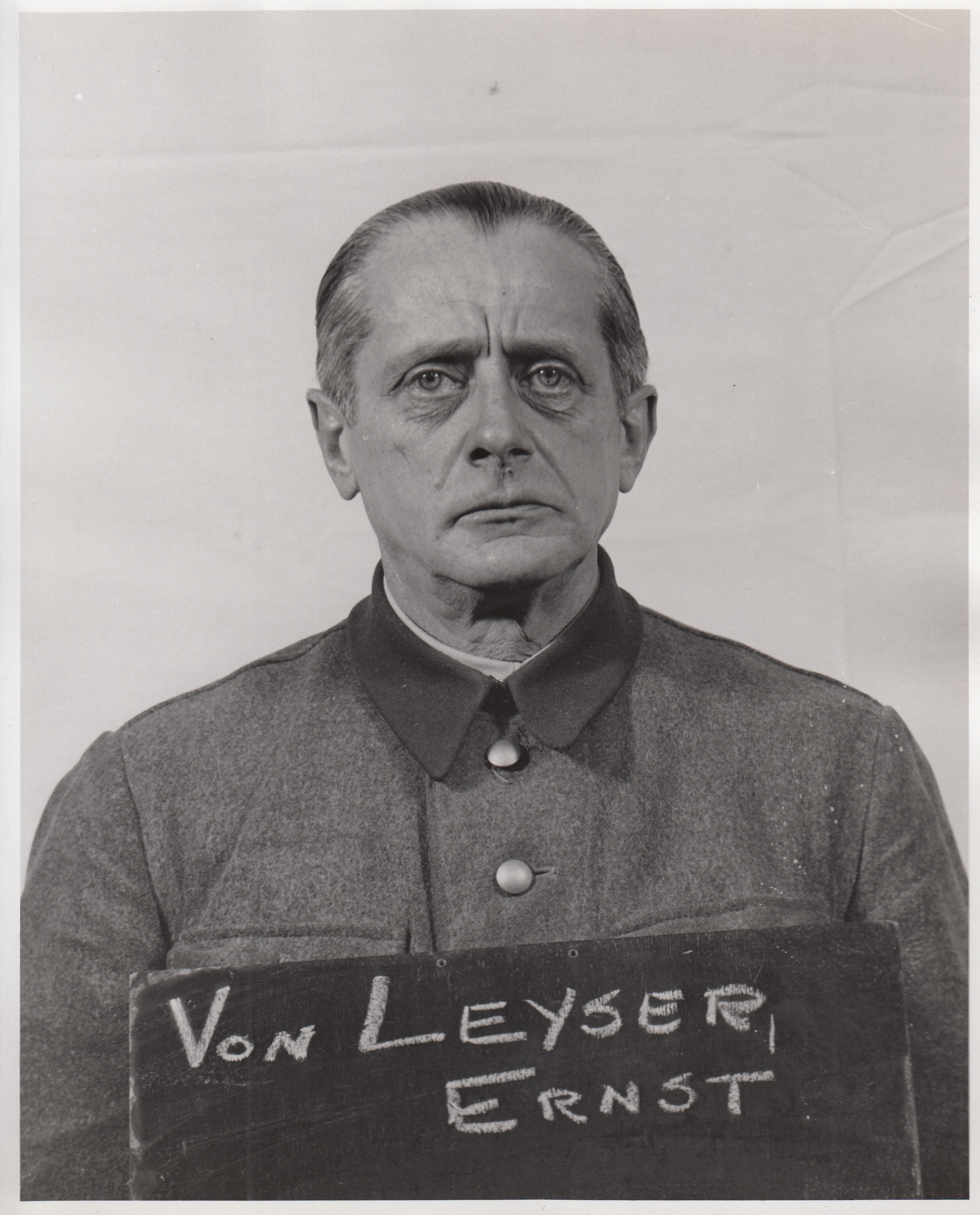
Ernst von Leyser, acusado en el Juicio de Rehenes, 1946-1949, celebrado en el Palacio de Justicia, Nuremberg

Von Leyser fue juzgado como subordinado del Generaloberst Lothar Rendulic, junto con otros 12 oficiales alemanes de alto rango en el llamado Juicio de los Rehenes, desde el 13 de mayo de 1947 hasta el 19 de febrero de 1948. Él fue acusado y declarado culpable de malos tratos a los prisioneros de guerra y partidarios, así como el acoso y las represalias excesivas contra civiles (especialmente en Croacia) y fue condenado a 10 años de prisión en diciembre de 1947. Sin embargo, el 31 de enero de 1951, John Jay McCloy, el Alto Comisionado de EE. UU. en Alemania y el general Thomas Troy Handy, Comandante en Jefe del Comando Europeo de Estados Unidos, indultaron a 89 oficiales alemanes condenados por crímenes de guerra, entre ellos a von Leyser, que fue posteriormente liberado cuatro días después, el 3 de febrero de 1951.
Ernst von Leyser murió en Garstedt el 23 de septiembre de 1962, a la edad de 73 años.

## Rangos
| 24 de marzo de 1909    | Leutnant (efectivo el 15 de junio de 1909) |
| 18 de junio de 1915    | Oberleutnant                               |
| 5 de julio de 1918     | Hauptmann                                  |
| Primavera de 1935      | Oberstleutnant                             |
| 1 de marzo de 1937     | Oberst                                     |
| 1 de febrero de 1941   | Generalmajor                               |
| 1 de octubre de 1942   | Generalleutnant                            |
| 1 de diciembre de 1942 | General der Infanterie                     |

## Condecoraciones
- 2.ª clase de la Cruz de Hierro (durante la Primera Guerra Mundial)[4]
- 1.ª clase de la Cruz de Hierro[4]
- Caballero de honor de la Orden de San Juan (Bailiazgo de Brandeburgo)[4]
- Cruz de Caballero de la Cruz de Hierro[5][6]
- Cruz Alemana en Oro